# جسر الفنون
جسر الفنون أو ممر الفنون هو جسر يعبر نهر السين في وسط باريس، يربط بين رصيف مالاكي وكونتي على مستوى معهد الفنون، في المنطقة السادسة، في أرصفة فرونسوا ميتيران واللوفر على مستوى الساحة المربعة "la cour carrée" في قصر اللوفر والذي كان يسمى قصر الفنون « palais des Arts » في عهد الإمبراطورية الأولى في المنطقة الأولى.
سجل جسر الفنون تراث وطني في 15 مارس 1975
الموقع يربطة محطة ميترو لوفر - ريفولي
قررت بلدية باريس في 2014 نزع أقفال الحب وذلك للثقل الكبير الذي تكونه هذه الأقفال على الجسر وبذلك تهدد بسقوطه، وبدأت عمليات النزع في أول يونيو 2015، وفي نفس الوقت قامت باستدعاء الفنان الفرنسي من أصل تونسي إل سيد للرسم بالغرافيتي والخط العربي عليه في مكان الأقفال.

## تاريخ
بني لأول مرة ما بين عامي 1801 و 1804 وكان مكوناً من 9 أقواس. تصدّع في 1976 نتيجة القدم والقصف في الحرب العالمية الأولى والحرب العالمية الثانية فسقطت منه أجزاء في 1979. قامت بلدية باريس بإعادة بنائه في الفترة من 1981 حتى 1984 وتم مراعاة المخططات الأصلية للمعماري الذي خططه أول مرة لكن بتقليص عدد الأقواس إلى سبعة. قام بتدشينه جاك شيراك الذي كان رئيس بلدية باريس آنذاك.

## الوصف
الجسر الحالي ما هو إلا نسخة طبق الأصل عن الجسر الذي تم بناؤه في 1804 بفارق بسيط وهو عدد الأقواس الذي أنخفض من 9 إلى 7، وهو مخصص للراجلين وليس للسيارات. في البداية كان المارة يدفعون مبلغاً مالياً للعبور، لكن لا يتم حالياً تقاضي قيمة مالية للعبور.

منظر ليلي لجسر الفنون

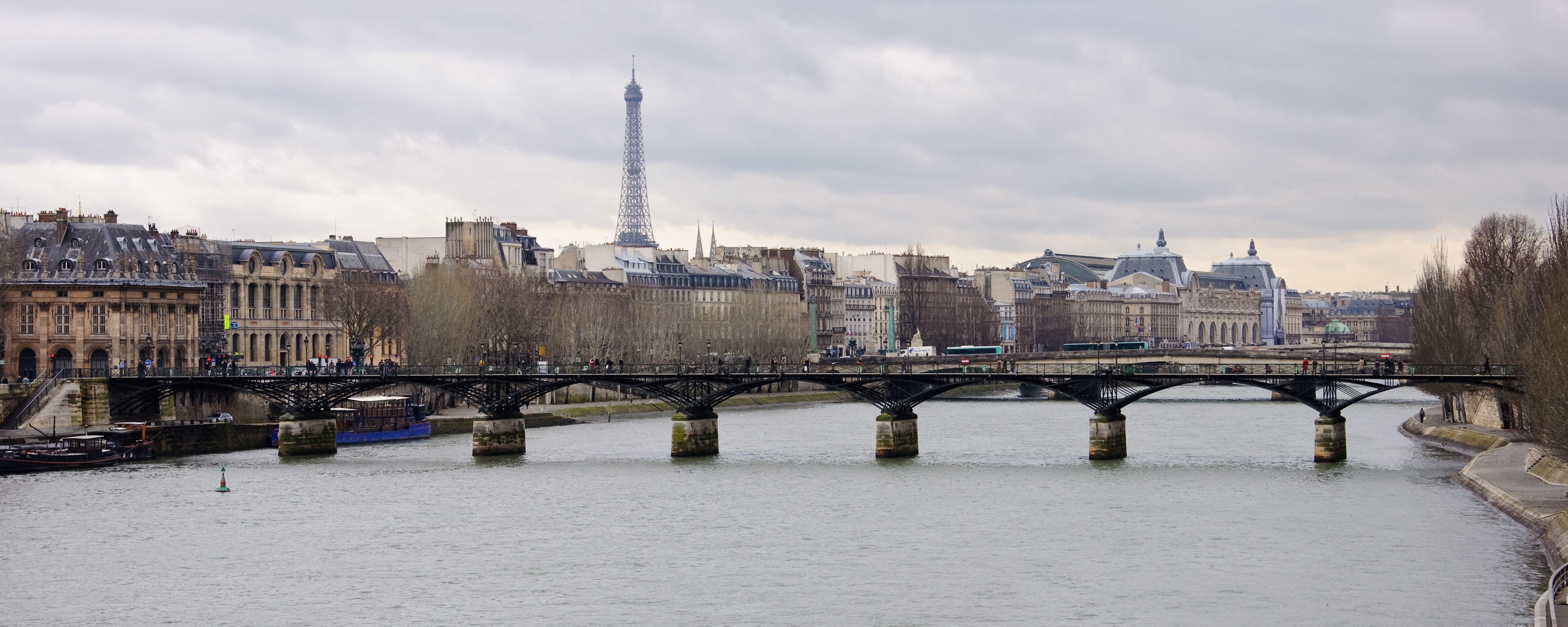
الجسر وأقواسه السبع

## أقفال الحب
يعلق الأزواج والعشاق على شبابيك شرفات جسر الفنون أقفالاً ويكتبون عليها أسماءهم - فهي أقفال الحب لديهم، وهذه الأقفال مكتوب عليها أسماء العشاق بالحبر الدائم أو منقوشة على المعدن مباشرة والتاريخ الذي علقت فيه وأقفلت وأحياناً رسالة صغيرة.
بدأت هذه العادة في 2008 واستمرت حتى انتشرت على أصول شبابيك شرفات الجسر وانتشرت حتى إلى جسور أخرى كجسر ليوبولد سيدار سنغور وجسر المطرانية.
أصل العادة غير معروف، لكن ما هو مؤكد أنها بدأت في أوروبا الشرقية في فترة الثمانينات والتسعينات، ثم انتشرت في أوروبا الغربية بعد عام 2000، وهذه العادة موجودة أيضاً في الصين.
قررت بلدية باريس في 2014 نزع أقفال الحب وذلك للثقل الكبير الذي تكونه هذه الأقفال على الجسر وبذلك تهدد بسقوطه، وبدأت عمليات النزع في أول يونيو 2015، وفي نفس الوقت قامت باستدعاء الفنان الفرنسي من أصل تونسي إل سيد للرسم بالغرافيتي والخط العربي عليه في مكان الأقفال.

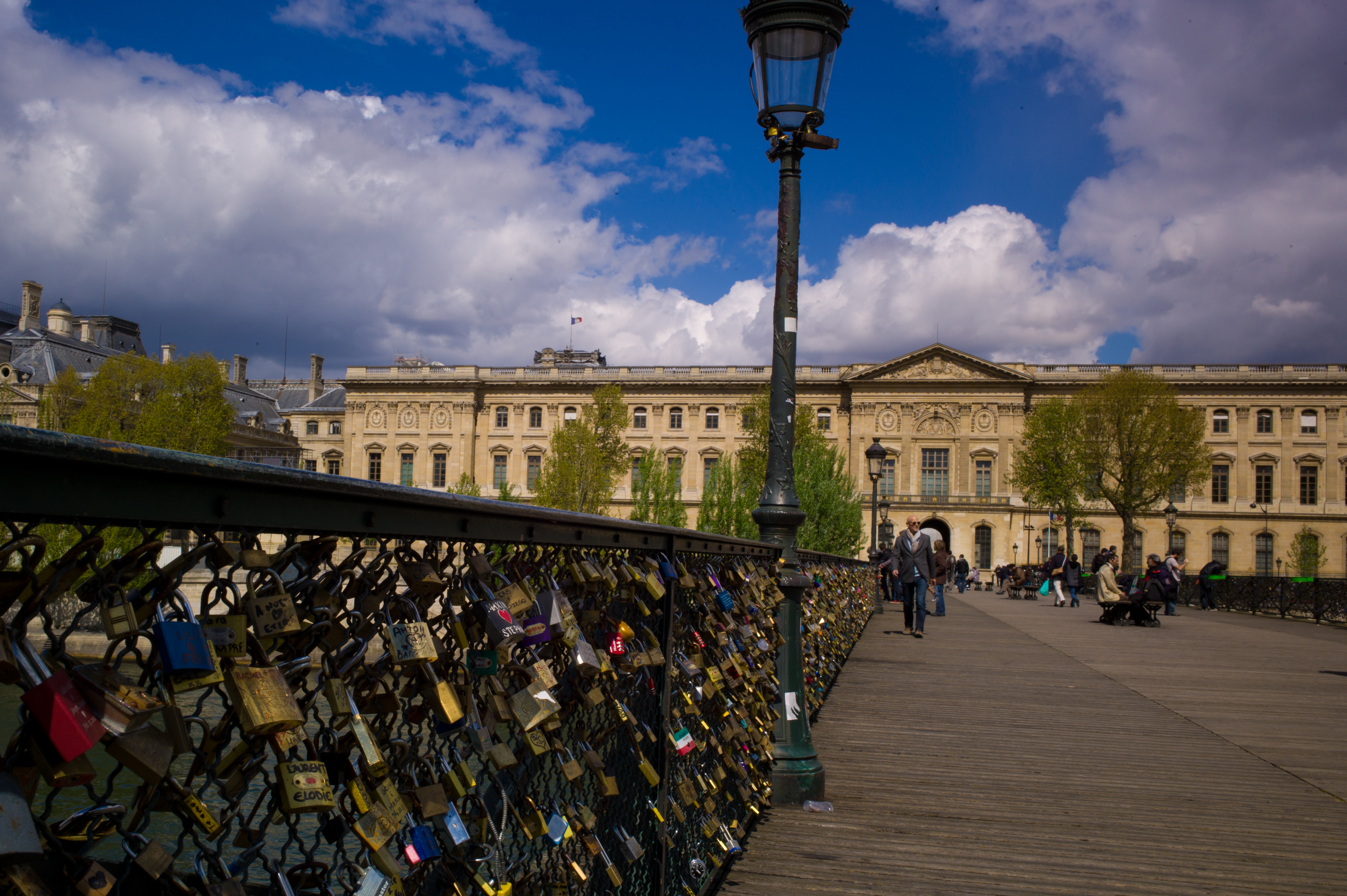
أقفال الحب

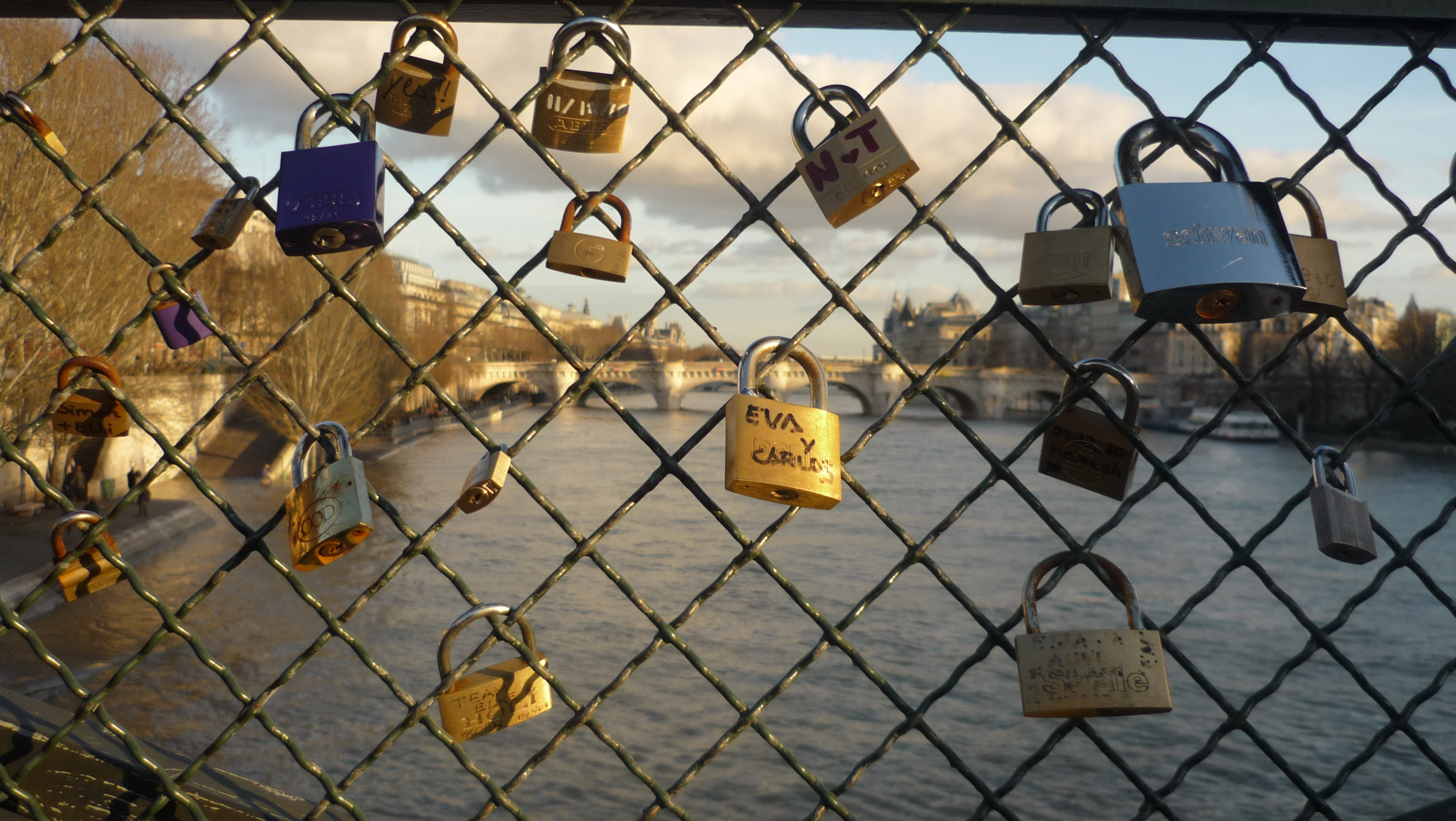
أقفال الحب معلقة في شباك الجسر